# Arcidiocesi di Calcide di Siria
L'arcidiocesi di Calcide di Siria (in latino Archidioecesis Chalcidensis in Syria) è una sede soppressa del patriarcato di Antiochia e una sede titolare della Chiesa cattolica.

## Storia
Calcide di Siria, corrispondente alla città di Qinnasrin nell'odierna Siria, è un'antica sede arciepiscopale della provincia romana della Siria Prima nella diocesi civile d'Oriente e nel patriarcato di Antiochia. Come tutte le sedi episcopali di questa provincia, essa dipendeva direttamente dal patriarca di Antiochia, che la elevò, come altre diocesi della provincia, al rango di sede arcivescovile autocefala, come documentato da una Notitia episcopatuum datata alla seconda metà del VI secolo.
Diversi sono i vescovi noti di questa antica sede episcopale, a partire da Tranquillo nel III secolo fino a Severo, documentato nel 630.
La città fu anche un importante centro della chiesa monofisita (o giacobita); possedeva un monastero che fornì diversi vescovi a questa Chiesa. Dopo la fuga dei funzionari bizantini, vescovi compresi, di fronte all'avanzata araba, la comunità cristiana di Calcide sopravvisse come Chiesa giacobita, di cui sono noti diversi vescovi fino al X secolo.
Dal XVIII secolo Calcide di Siria è annoverata tra le sedi arcivescovili titolari della Chiesa cattolica; la sede è vacante dal 19 settembre 1968.

## Cronotassi

### Vescovi  e arcivescovi greci
- Tranquillo † (III secolo)[3]
  - Telafio † (menzionato nel 344) (vescovo ariano)[3]
- Magno † (menzionato nel 363)
- Eusebio † (menzionato nel 381)
- Apringio † (menzionato nel 431)
- Antonio †[3]
- Giamblico † (menzionato nel 445)
- Romolo † (menzionato nel 451)
- Domno † (menzionato nel 458)
  - Nonno † (circa 469/471 - ?) (vescovo monofisita)
- Romano † (? - 484 o 485 espulso)
- Simeone † (prima del 511 - dopo il 512)
  - Isidoro † (? - 518 espulso) (vescovo monofisita)
- Domizio † (menzionato nel 553)
- Giovanni †
- Probo † (fine del VI secolo)[3]
  - Severo Sebokht † (vescovo monofisita) (menzionato nel 630)[4]

### Arcivescovi titolari
- Pietro Zorzi † (20 febbraio 1726 - ? deceduto)
- Antonio Albergotti † (17 novembre 1755 - ?)
- Boghos Maroushian † (14 agosto 1832 - 3 aprile 1838 nominato arcieparca di Costantinopoli)[5]
- Henri-Victor Altmayer, O.P. † (4 aprile 1884 - 24 novembre 1887 succeduto arcivescovo di Baghdad)
- Severo Garcia † (4 febbraio 1888 - 16 marzo 1890 deceduto)
- Luiz Antônio dos Santos † (26 giugno 1890 - 11 marzo 1891 deceduto)
- Pietro Facciotti † (19 aprile 1897 - 20 aprile 1913 deceduto)
- Paul Auad † (30 gennaio 1941 - 14 giugno 1941 nominato arcivescovo titolare di Nazareth dei Maroniti)
- Antônio Maria Alves de Siqueira † (19 luglio 1957 - 19 settembre 1968 succeduto arcivescovo di Campinas)